# Aeroflot-Flug 902
Am 30. Juni 1962 stürzte eine Tupolew Tu-104 auf dem Aeroflot-Flug 902 ab.

## Verlauf
Die Tu-104 startete um 15:53 Uhr Moskauer Zeit vom Flugplatz Belaja und stieg auf eine Höhe von 9.000 Metern. Um 16:50 Uhr meldeten die Piloten, dass sie etwa 50 km von Krasnojarsk entfernt seien. Gegen 16:53 funkte der Kopilot der Tu-104: Красноярск, сорок два … триста семьдесят, следите за мной, смотрите за мной … (Krasnojarsk, 42 … 370, verfolgen Sie mich, sehen Sie nach mir …), im Hintergrund hörte man seltsame Geräusche. Danach gab es keinen Kontakt mehr. Die Tu-104 stürzte in einem Wald östlich von Wosnesenka, 28 km östlich von Krasnojarsk, ab. Die Trümmer des Flugzeugs waren in einem Umkreis von 200 Metern um den Absturzkrater verteilt. Alle 84 Insassen starben. Es war der schwerste Flugunfall in der UdSSR bis zu diesem Zeitpunkt.

## Unfalluntersuchung
Es wurde rekonstruiert, dass die Tu-104 gegen 16:51 Uhr einen Sinkflug begann. In einer Höhe von 7.000 Metern kam es zu einem Strömungsabriss, und das Flugzeug geriet ins Trudeln, aus dem es in 4.000 Metern abgefangen werden konnte. Kurz nach dem Funkspruch des Kopiloten bohrte sich die auf dem Rücken liegende Tu-104 mit geringer Vorwärtsgeschwindigkeit in einem Winkel von 40° in den Boden. Bei der Obduktion der Toten wurde festgestellt, dass einige Passagiere vor dem Absturz schwere Verbrennungen erlitten hatten.

### Offizielle Version
Vermutlich wegen eines Brands in der Kabine begannen die Piloten mit einem Notsinkflug. In den Wolken verloren sie die Orientierung, und es kam zu einem Strömungsabriss mit anschließendem Trudeln. Wegen der niedrigen Wolkenuntergrenze von 800 Metern konnten sie das Flugzeug nicht rechtzeitig retten.

### Inoffizielle Version
In einem Trümmerteil, das sich links zwischen Cockpit und Tragflächen befand, soll sich ein 20 cm breites Loch befunden haben. Auch sollen die Kabinenverkleidung und Teile der Steuerung durch eine Detonation beschädigt worden sein. Vermutlich war die Tu-104 auf der linken Rumpfseite von einer Rakete getroffen worden. Die Rakete soll in Magansk von einer Luftabwehreinheit auf Basis einer Ausbildungsübung abgefeuert worden sein. 